# 马洪涛
马洪涛（1972年1月3日—），籍贯山东，中国内地电视节目主持人、记者。

## 经历
马洪涛高中毕业于山东省潍坊第一中学，1994年毕业于华东师范大学历史系。大学毕业后，马洪涛首先在一家科研机构担任政工干事，但仅四个月后就进入山东电视台齐鲁频道工作，成为山东广电系统第一批聘任制记者。2001年，马洪涛离开山东卫视，成为中央电视台《经济半小时》栏目的主持人。
马洪涛现为中国中央电视台财经频道《经济信息联播》《央视财经评论》等节目的主持人。